# Abteikirche (Offenbach am Glan)
Die evangelische Abteikirche in Offenbach am Glan ist eines der bedeutendsten Baudenkmäler aus der Zeit des Überganges der rheinischen Spätromanik in die Gotik. Ursprünglich war sie eine Benediktinerpropsteikirche mit einem Marienpatrozinium, die bis zur Einführung der Reformation im Jahre 1556 der Benediktinerabtei St. Vinzenz in Metz unterstand. Ihre Entstehung geht auf eine Stiftung (1150) des Ritters Reinfrid von Rüdesheim zurück. Aus dieser Gründungszeit fand man 1965 die Reste des dreischiffigen romanischen Vorgängerbaues.
Die Kirchengemeinde gehört zum Kirchenkreis Obere Nahe der Evangelischen Kirche im Rheinland.

## Baugeschichte

### Erster Bauabschnitt (um 1225 bis Mitte 13. Jahrhundert)
Aus der Zeit von 1225 bis Mitte des 13. Jahrhunderts datiert der erste Bauabschnitt, in dem die Hauptapsis mit Chorjoch und ihre beiden seitlichen Nebenapsiden in einem Zuge errichtet wurden. Zwischen diesen ältesten Gebäudeteilen und dem jüngeren Querhaus verläuft eine deutlich sichtbare Baunaht, die sich von der südlichen bis zur nördlichen Querhausstirnwand erstreckt. Die Hauptapsis ist größer als die beiden seitlichen Nebenapsiden, wobei die nördliche Nebenapsis auf etwas ansteigendem Gelände steht und dadurch höher angesetzt ist. Sie grenzt unmittelbar an den Chorjoch der Hauptapsis an. Die südliche Nebenapsis ist durch einen kleinen sakristeiartigen Raum vom Chorjoch der Hauptapsis getrennt. Das Äußere der drei Apsiden ist durch fünffach getreppte Strebepfeiler einheitlich gegliedert. Die Apsiden und das Chorjoch wurden vom gleichen Bautrupp errichtet wie die spätromanisch-frühgotischen Ostteile der Stiftskirche in Pfaffen-Schwabenheim. Der romanisch-gotische Übergangsstil ist auch an der Marienkirche in Gelnhausen zu beobachten. Alle drei Kirchen liegen an der Handelsstraße von Metz nach Leipzig.

### Zweiter und dritter Bauabschnitt (um 1250)
In dem zweiten und dritten Bauabschnitt wurden der südliche und der nördliche Kreuzarm errichtet. Das Querhaus und das Chorjoch haben die gleiche Firsthöhe. Der südliche Kreuzarm ist quadratisch angelegt und springt so über das Langhaus vor. In der Giebelwand befindet sich ein dreiteiliges Staffelfenster. Auffallend ist hier die Form des oberen Wirtels, der sich aus dem Kapitell der unteren und der Basis der oberen Säulenhälfte zusammensetzt. Der bald nach 1250 begonnene nördliche Kreuzarm hebt sich durch einheitliche, zweibahnige Maßwerkfenster hervor. Ein Rundbogenfries bildet den oberen Abschluss der Wände.

### Vierter Bauabschnitt (vor 1300)

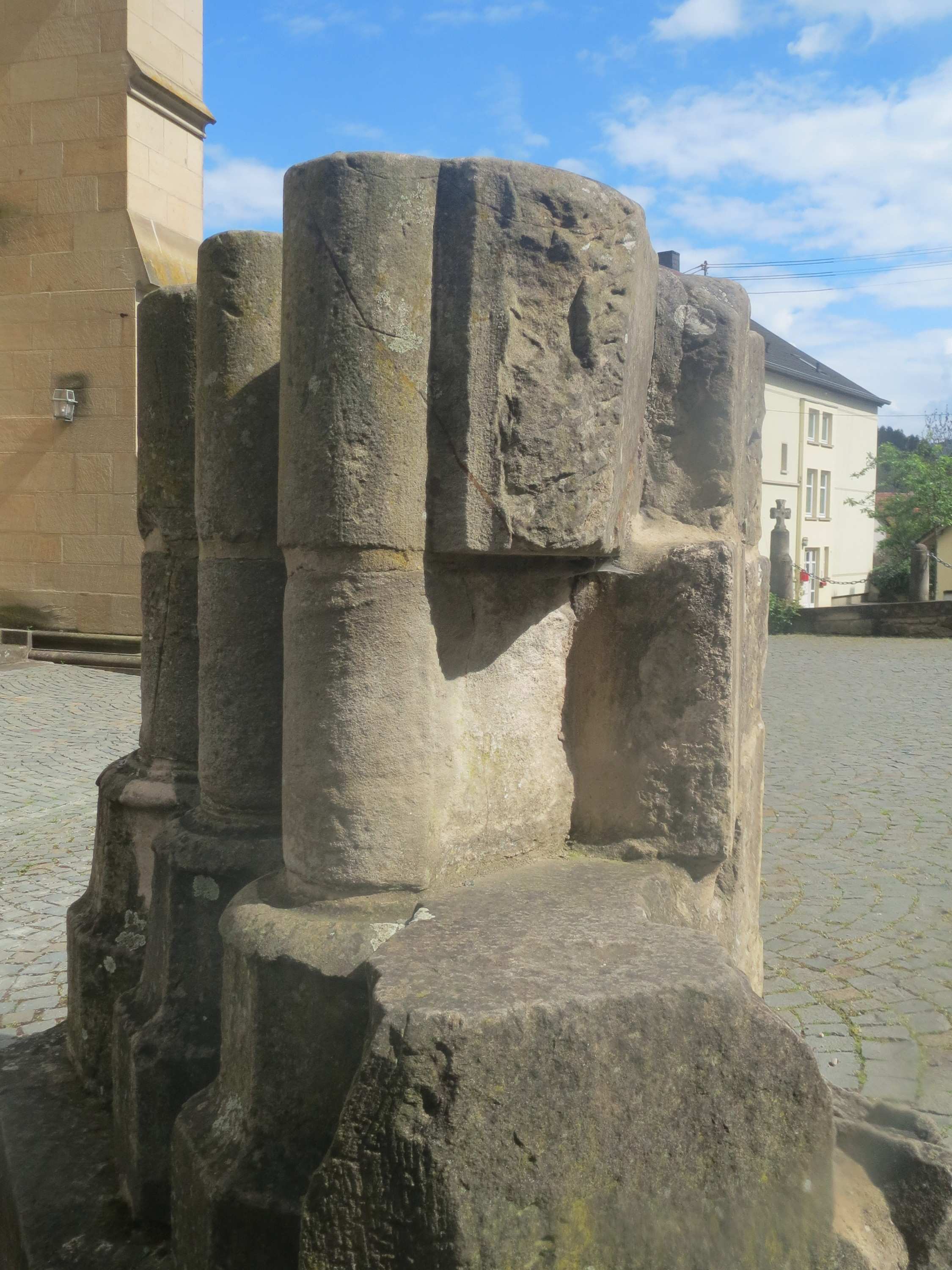
Pfeiler des ursprünglich längeren Langhauses

Das Langhaus wurde mitsamt der Westfassade in einem vierten Bauabschnitt bis gegen 1300 errichtet.
Es bestand ursprünglich aus vier Rechteckjochen und wurde im Westen durch ein figurenbesetztes Portal abgeschlossen. Die ursprüngliche Ausdehnung des Langhauses lässt sich durch den Stumpf eines Bündelpfeilers erahnen, der sich heute einige Meter vor der heutigen Westfassade befindet. Vom originalen Bestand des Langhauses ist heute nur noch das südliche Seitenschiffsjoch erhalten.

### Fünfter Bauabschnitt (frühes 14. Jahrhundert)
Der achteckige Vierungsturm wurde im letzten Bauabschnitt zu Beginn des 14. Jahrhunderts errichtet. Hierauf deuten die aufwendigen Maßwerkfenster hin, die zur Belichtung der Vierung in den Tambour des Vierungsturmes eingebaut wurden.

### Teilabbruch und -rekonstruktion im 19. Jahrhundert
In den Jahren 1808–1810 wurde das baufällige Langhaus bis auf das östliche Joch des südlichen Seitenschiffes abgebrochen. Daraufhin hatte der Vierungsturm kein Widerlager im Westen mehr und es drohten dadurch weitere Bauschäden. Deshalb wurden 1892–1894 unter der Leitung des Kreisbaudirektors Koch aus Saarbrücken zwei der ursprünglich vier Hauptschiffsjoche und ein östliches Joch des nördlichen Seitenschiffes rekonstruiert. Das jetzige Hauptschiff umfasst also die komplette Osttravée und ein zusätzliches Hauptschiffsjoch, wodurch ein Grundriss entsteht, der in etwa ein griechisches Kreuz beschreibt. Die Westfassade des Hauptschiffes wurde 1894 nach Motiven der spätromanischen Architektur frei ergänzt.

## Inneres

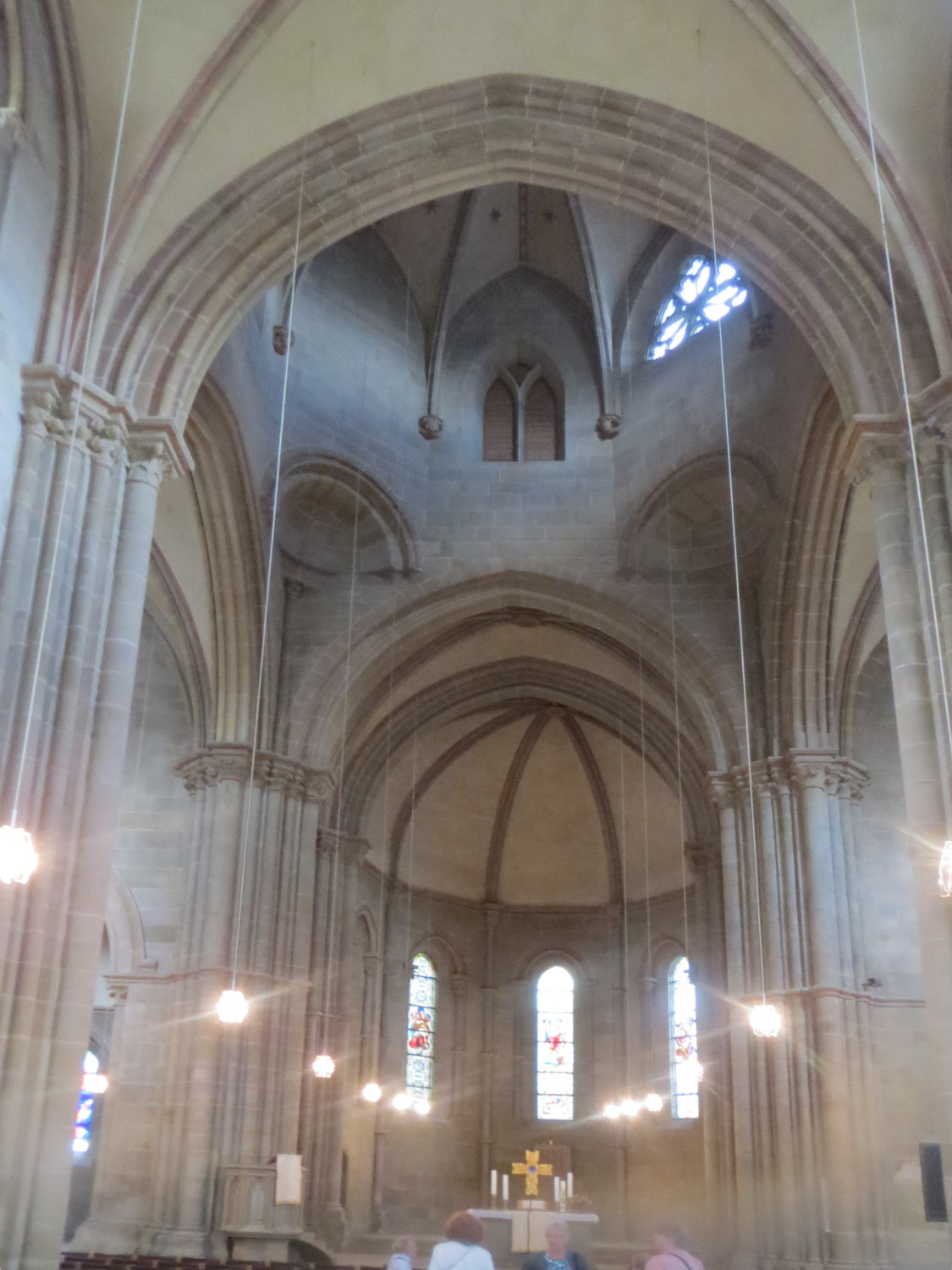
Blick über das Querhaus zum Chor

Wegen des verkürzt rekonstruierten Langhauses wirkt der heutige Kirchenraum fast wie ein Zentralbau. Die Vierung und der südliche Kreuzarm sind quadratisch. Der nördliche Kreuzarm ist wegen des ansteigenden Geländes im Grundriss auf ein Rechteck verkürzt. Die Hauptapsis und der romanische Vorgängerbau haben eine stark nach Süden verschobene Achse. In der Nordwestecke des nördlichen Kreuzarms befindet sich der Zugang zu dem angebauten Treppenturm. In der Hauptapsis befindet sich ein einfacher Blockaltar.
Bemerkenswerte Beispiele für das harmonische Verschmelzen romanischer und gotischer Stilelemente sind die Bündelpfeiler der Vierung, die sowohl gotische Kelch- und Knospenkapitelle als auch romanische Figuren- und Würfelkapitelle aufweisen, sowie das spätromanische dreiteilige Staffelfenster in der südlichen und das gotische großflächige Maßwerkfenster in der nördlichen Querhauswand.

## Äußeres
Der Bau ist eine geostete Basilika mit dreischiffigem Langhaus, achteckigem Vierungsturm und drei nach Osten gerichteten Apsiden, deren Abschlüssen jeweils aus fünf Seiten des Achtecks gebildet sind. Die mittlere Hauptapsis wird durch ein Chorjoch verlängert. Die Bauteile wirken locker zusammengefügt, jedoch nicht organisch miteinander verbunden. Das Gebäude wirkt monumental durch seine Masse, die weitgehend ungegliederten Wände und die mehrfach abgetreppten Strebepfeiler.

## Herkunft und Würdigung
Durch den Bau wird der Prozess der Integration französisch-gotischen Formenguts und gotischer Konstruktionsprinzipien veranschaulicht. Der massige Außenbau hat weitgehend ungegliederte Wände, wobei die Bauteile und Bauglieder nur locker zusammengesetzt sind. Trotz Unregelmäßigkeiten im Grundriss ist der Innenraum viel einheitlicher gestaltet. Gotische Konstruktionsprinzipien sind deutlich erkennbar, die zusammen mit romanischen Elementen zum Reichtum des Raumbildes beitragen. Das Metzer Mutterkloster St. Vinzenz und die Kirche St. Segolena werden meist als Vorbilder genannt, obwohl beide Bauten jünger sind.

## Orgel

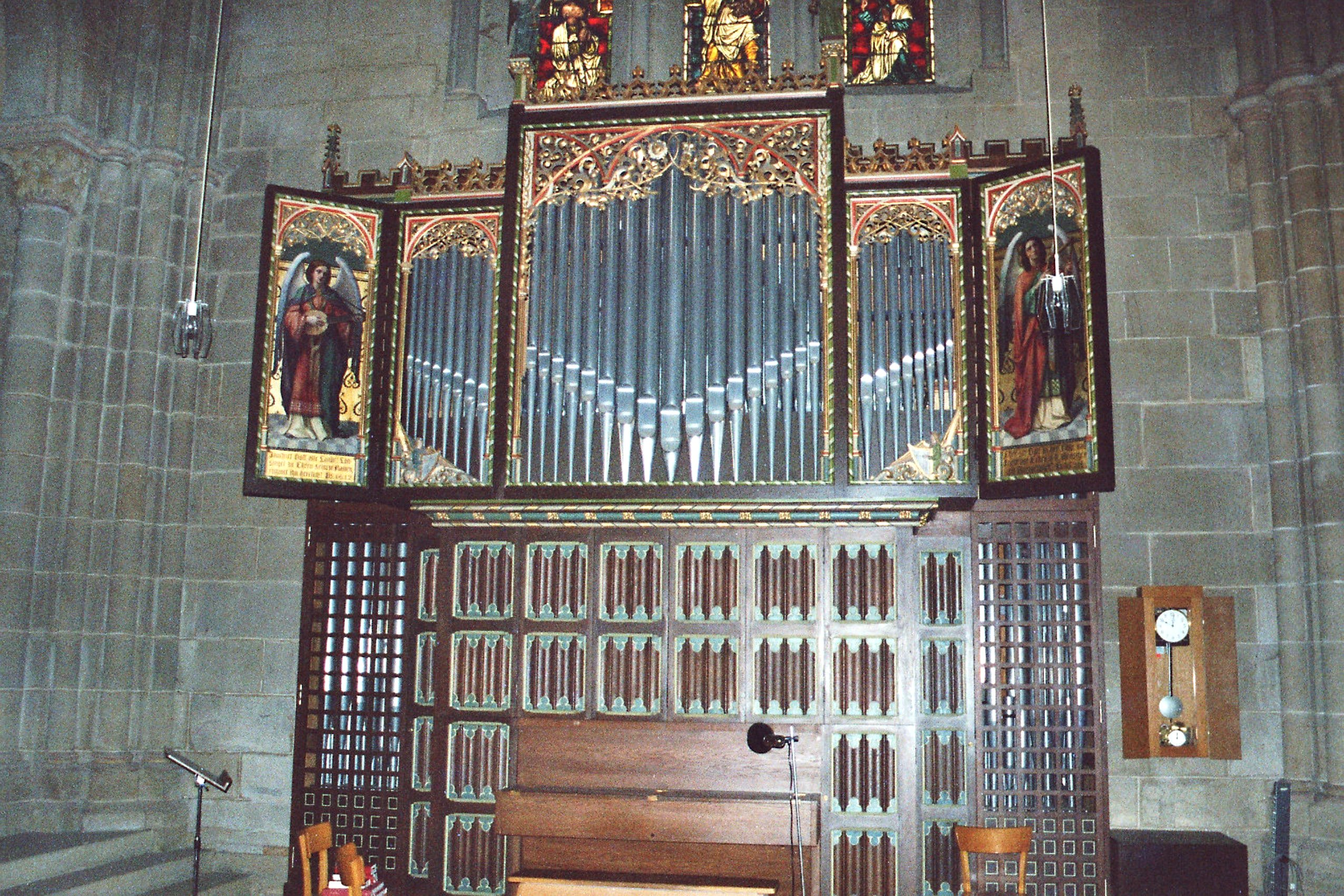
Orgel der Abteikirche

Die Orgel wurde 1970 durch die Orgelbaufirma Schuke erbaut. Das Gehäuse stammt aus dem Jahr 1903.
| I Hauptwerk C–g3 |       |
| Principal        | 08′   |
| Rohrflöte        | 08′   |
| Oktave           | 04′   |
| Flachflöte       | 02′   |
| Quinte           | 1 ⁄3′ |
| Sesquialtera II  |       |
| Mixtur III–VI    |       |
| Trompete         | 08′   |

| II Brustwerk C–g3 |    |
| Holzgedackt       | 8′ |
| Spitzgedackt      | 4′ |
| Principal         | 2′ |
| Siffflöte         | 1′ |
| Scharf III-IV     |    |
| Krummhorn         | 8′ |
| Tremulant         |    |

| Pedal C–f1    |     |
| Subbass       | 16′ |
| Principal     | 08′ |
| Hohlflöte     | 04′ |
| Hintersatz IV |     |
| Fagott        | 16′ |

- Koppeln: II/I, I/P, II/P